# 伊曼 (模特)
伊曼·阿卜杜勒·德马吉（阿拉伯语：‎，1955年7月25日—），是索马里裔美国人，时装模特、女演员和企业家。民族化妆品领域的先驱，她也关注慈善工作，她丈夫是大卫·鲍伊。
在麥可·傑克森1992年發行的音樂單曲「Remember The Time」的MV中，參與演出古埃及皇后一角。

## 外部連結
- Iman – official site
- Iman在互联网电影资料库（IMDb）上的資料（英文）
- TCM电影资料库上伊曼的资料（英文）
- 在AllMovie上Iman的頁面（英文）
- Iman Abdulmajid於模特兒目錄（Fashion Model Directory）的相關資料
- Iman Cosmetics （页面存档备份，存于）